# Przyczynowość w sensie Grangera

Szereg czasowy Y jest w przybliżeniu opóźnionym powtórzeniem szeregu X, co umożliwia prognozowanie przyszłych wartości Y na podstawie znanych wartości X

Przyczynowość w sensie Grangera (Granger-przyczynowość) – definicja przyczynowości ukuta przez Clive'a Grangera, który uważał, że X powoduje Y wtedy i tylko wtedy, gdy włączenie do modelu przewidującego zmienną objaśnianą Y wartości zmiennej objaśniającej X zwiększa trafność predykcji. 
Definicja przyczynowości w sensie Grangera jest jedną z najbardziej wpływowych definicji przyczynowości wykorzystywanych w ekonomii.  Jest z powodzeniem stosowana w innych dziedzinach badań, np. w czasie interpretacji wzajemnych przesunięć szeregów czasowych aktywności różnych obszarów kory mózgu, obserwowanej podczas skanowania z użyciem fMRI.
Przyczynowość w sensie Grangera jest krytykowana za utożsamianie przyczynowości z przewidywaniem, jednak jest to definicja ugruntowana w regularnościowym podejściu do przyczynowości.